# Herbeck (Radevormwald)
Herbeck ist ein Ort und Stadtteil in Radevormwald im Oberbergischen Kreis im nordrhein-westfälischen Regierungsbezirk Köln in Deutschland.

## Lage und Beschreibung
Herbeck liegt an der Bundesstraße 229, die durch Radevormwald von Remscheid-Lennep nach Lüdenscheid führt. Herbeck gilt als erster größerer Ort im Westen der Stadt vor dem eigentlichen Stadtzentrum. Die Landesstraße 81 kreuzt in Herbeck die Bundesstraße 229 und bildet damit neben der Uelfe-Wuppertal-Straße die wichtigste Verbindung zu den Radevormwalder Wupperorten.
Herbeck ist Standort für ein Kirchengebäude und einer Löschgruppe der Freiwilligen Feuerwehr Radevormwald. Die Nachbarorte sind Leimhol, Bergerhof, Oberdahlhausen und Karthausen.
Politisch wird der Ort durch den Direktkandidaten des Wahlbezirks 120 im Rat der Stadt Radevormwald vertreten.

## Geschichte
1512 wurde der Ort das erste Mal urkundlich in „Kirchenrechnungen“ der reformierten Kirchengemeinde Radevormwald erwähnt. Die Schreibweise der Erstnennung war „Herbecke“. Im Jahre 1873 bestand Herbeck bereits aus 14 Wohnhäusern und zwei Bauerngehöften, im Verhältnis zu anderen Ortsteilen der Stadt also ein relativ großer Flecken. Der alteingesessene „Herbecker“ Albert Lorens scharte in diesem Jahr eine Reihe junger Männer um sich und rief den „Spritzenverein Herbeck“ ins Leben.

## Vereine
HSG Radevormwald/Herbeck (Handball), TV Herbeck 1897 e. V.